# Carlos Arroyo del Río

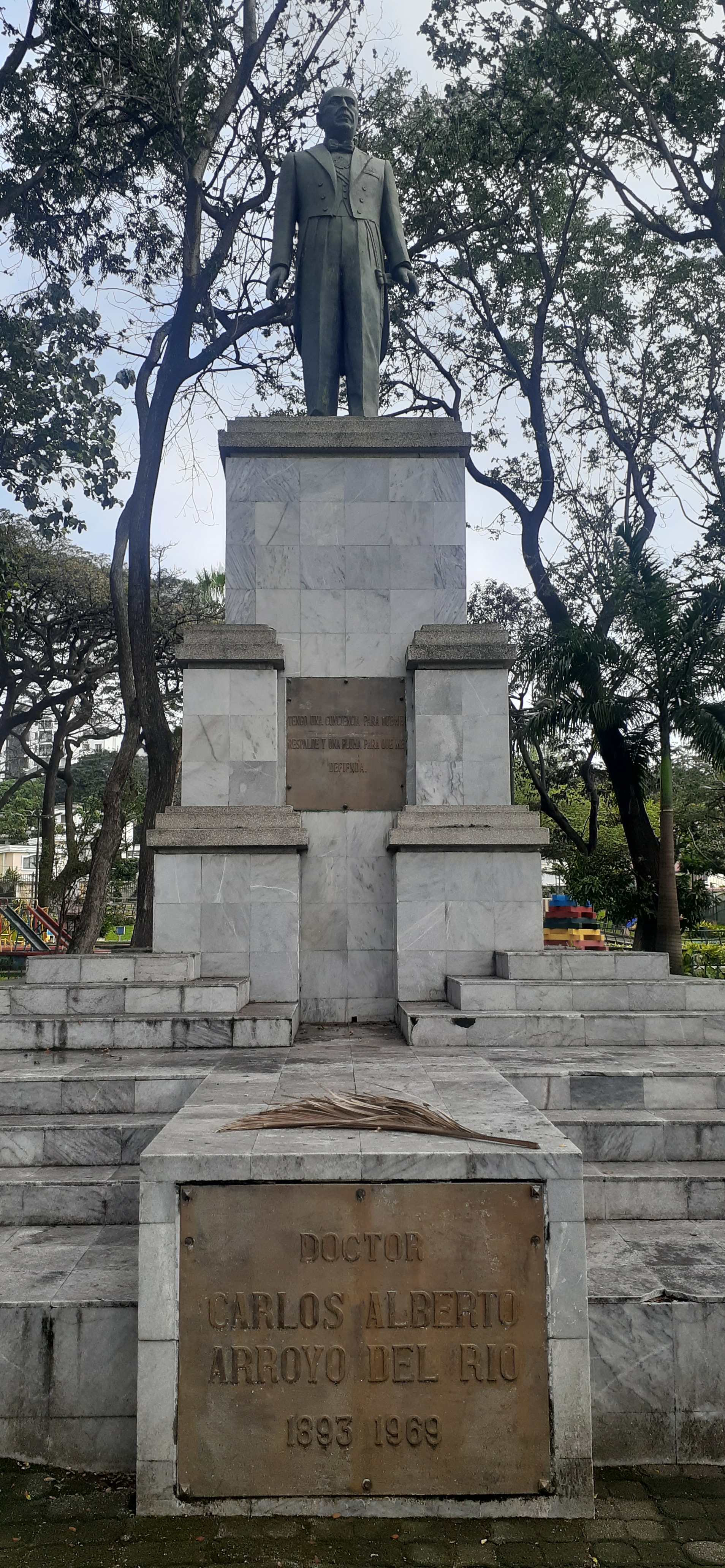
Estatua de Carlos Alberto Arroyo del Río en el Parque Central Los Ceibos en Guayaquil.

Carlos Alberto Arroyo del Río (Guayaquil, 27 de noviembre de 1893-Guayaquil., 31 de octubre de 1969) fue un abogado y político ecuatoriano. Ejerció como Presidente del Ecuador, desde el 1 de septiembre de 1940, hasta su derrocamiento en la revolución del 28 de mayo de 1944, conocida como «La Gloriosa».

## Biografía
Nació el 27 de noviembre de 1893, en Guayaquil, Ecuador. Hijo del colombiano Manuel María Arroyo y de la guayaquileña Aurora del Río. Transitó su niñez y adolescencia en la pobreza.
Se graduó de abogado antes de cumplir los 21 años de edad; a los 22 era diputado suplente por el Guayas y pudo haber trabajado como secretario particular del presidente Alfredo Baquerizo Moreno, oferta que declinó por acompañar a su madre. A los 25 empezó a regentar las cátedras de Derecho Civil y Sociología en la Universidad de Guayaquil, tarea en la que perseveró durante 22 años; a los 27 no aceptó el ministerio de Gobierno por falta de la edad requerida, pero regentó el gabinete jurídico privado de José Luis Tamayo mientras este ejercía la presidencia de la República; a los 29 presidió el Concejo Cantonal de Guayaquil y representó a Guayas como diputado; a los 31 estuvo en el Senado; a los 33 en el decanato de la Facultad de Jurisprudencia y en la Junta Suprema del Partido Liberal; a los 39 rigió la universidad y terció brevemente como candidato a la presidencia.
Llegado a los 40 de edad, era el líder indiscutido del liberalismo. Ocupó dos veces la presidencia del Senado y desde ella capitaneó la oposición a José María Velasco Ibarra, reunificó el partido e inició el retorno al Poder. Vivía de su trabajo jurídico muy cotizado ya por las empresas extranjeras que invertían y producían en el Ecuador.
En 1939 ejerció el encargo del poder ejecutivo por menos de un mes debido al fallecimiento del presidente Aurelio Mosquera Narváez. Gobernó durante 23 días en los cuales reorganizó los padrones para la elección de presidente de la República y aceptó la candidatura única que le ofrecía el Partido Liberal por lo que renunció al Mando el 11 de diciembre de 1939. "Se había negado cuantas veces recibió el ofrecimiento. Le aterraba la posibilidad de ser derrotado. Era un hombre orgulloso y la derrota le habría causado mucho daño", dice su amigo Andrés F. Córdova. "Sin embargo", continúa, "la situación política se tornó favorable. Arroyo modificó su criterio, aceptó la postulación y se empeñó en el triunfo como era natural". 
Presentó su candidatura oficial para las elecciones presidenciales de 1940, las cuales ganó y se posesionó el 1 de septiembre de 1940. Fue derrocado en la revolución del 28 de mayo de 1944, conocida como la «La Gloriosa»; asilándose en Bogotá (Colombia). Durante su estancia (1944- 1946), escribió los dos volúmenes de "Bajo el imperio del odio" en defensa de su gestión presidencial, y algunas entregas de "En plena vorágine" contra Velasco Ibarra. 
En 1947, vivió de su trabajo de abogado en Nueva York. Regresó a Guayaquil en 1948, donde, especialmente a partir de 1959 en que dio forma a la Autoridad Portuaria de Guayaquil.
Falleció el 31 de octubre de 1969, en su ciudad natal, a los 75 años.

### Matrimonio y descendencia
El 31 de mayo de 1922, contrajo nupcias en la Catedral de Guayaquil, con la heredera y aristócrata Elena Yerovi Matheu, con quien tuvo dos hijos:
- Elena Arroyo Yerovi (n.1923)
- Carlos Agustín Arroyo Yerovi (n.1925)

## Presidencia Constitucional del Ecuador
Catalogado como representante político del liberalismo plutocrático de la costa del Ecuador, en decadencia de su influencia político-económica en el Estado. Fue el último representante de los intereses del liberalismo de tipo agroindustrial y bancario. El Gobierno nació impopular pese a que intentó consolidarse buscando un entendimiento con la derecha: el propio nuncio apostólico presionó para que los conservadores "se sacrificaran" colaborando en los ministerios. Julio Tobar Donoso, ideólogo de prestigio y católico leal, aceptó la Cancillería. Fue un orador muy afamado.  
El cuerpo de Carabineros recibió más atención que las Fuerzas Armadas. Gobernó los primeros meses en relativa calma; pero ya el 12 de enero de 1941 se registraron manifestaciones populares en el Estadio de "El Arbolito", en la capital, exigiendo las liberaciones de los aviadores velasquistas presos en el Panóptico por la sublevación del 11 de enero de 1940 en la Base Simón Bolívar. Arroyo había gobernado apenas 11 meses cuando el cinco de julio de 1941 las tropas peruanas invadieron el territorio ecuatoriano. Perú ni siquiera había declarado la guerra. El Congreso ecuatoriano concedió al presidente 'facultades omnímodas'. Arroyo las ejerció a cabalidad para mantener el orden interno hasta que fue derrocado por la cólera del pueblo el 28 de mayo de 1944. 
En Río de Janeiro los países mediadores presionaron por un arreglo definitivo. Quienes más insistieron, incluso con rudeza, fueron los representantes de Brasil y Estados Unidos. El canciller ecuatoriano Julio Tobar Donoso obtuvo varias modificaciones en el sector occidental de la frontera para ajustarla a la línea del "statu quo" de 1936. Logró que el Perú le dejase 2.481 kilómetros cuadrados entre la boca del Aguarico y el trapecio de Sucumbíos. El 29 de enero de 1942 Tobar Donoso firmó el Protocolo, suscrito por los cancilleres de Argentina, Brasil, Chile y Estados Unidos, en calidad de garantes de ese instrumento. Ecuador perdió 278.000 kilómetros cuadrados de un territorio que había reclamado a lo largo de su historia. El canciller ecuatoriano no pronunció siquiera un discurso de protesta. Según el propio Tobar Donoso, él firmó el Protocolo porque había peligro de que desapareciera la mediación, único modo de compensar la invalidez militar del Ecuador.
Y también porque existía el serio peligro de que Perú ocupara Guayaquil y con ello desapareciera la nacionalidad ecuatoriana. Y, además, porque para equipararse al Perú y expulsar al invasor, Ecuador hubiera debido armar un Ejército de 14 mil soldados, lo que habría exigido 350 millones de sucres, sin contar con el costo del armamento, inasequible entonces por la guerra mundial y la unidad del Continente impuesta por los Estados Unidos. El Senado ecuatoriano aprobó el Protocolo el 23 de febrero; la Cámara de Diputados, el 26, y Arroyo del Río lo ratificó el 28 de febrero de 1942 dentro del plazo estipulado en el documento. Salvaron el honor ecuatoriano la victoria del viejo patrullero "Calderón" -construido en 1872- sobre el destructor peruano "Almirante Villar" y la resistencia de los soldados durante 25 días. Unos soldados mal equipados, hambreados y peor comunicados. Pero los carabineros se negaban en Guayaquil a marchar a la frontera y ya en ella se sublevaron en la línea de combate el 25 de junio de 1941.  
Arroyo del Río estaba obligado a renunciar y no lo hizo. Más bien reprimió el descontento del pueblo a fin de terminar el mandato. Ni un día más ni un día menos. En noviembre de 1942 aceptó un viaje, a los Estados Unidos, México, Cuba, Venezuela y Colombia en el que lució su oratoria y del que regresó con el nimbo de apóstol del panamericanismo. El pueblo se indignó con esta instrumentación de la tragedia y con la cesión de bases militares a los Estados Unidos en la península de Santa Elena y las Galápagos ocasionada por el rompimiento de relaciones diplomáticas con las potencias del Eje. Además, se colaboró con los intereses de los EE. UU., perjudicando a ciudadanos ecuatorianos, descendientes de alemanes e italianos, propiciando la confiscación de sus bienes y patrimonios, entregándolos a grupos económicos de EE. UU., las fábricas como la Universal, de los Segale, La Roma de los Nozziglia y Valazza, estuvieron en manos de estadounidenses por tres años. Incluso, se levantaron campos de prisioneros en Cuenca, para estos ciudadanos ecuatorianos. 
El 28 de mayo de 1942, el mayor Leónidas Plaza Lasso y el político Luis Felipe Borja del Alcázar encabezaron la toma del Palacio de Gobierno para deponer al presidente. Pero el intento fracasó. En ese año se formó LA Alianza Democrática Ecuatoriana (ADE), una coalición opositora constituida por conservadores, comunistas, liberales independientes y socialistas, y por los movimientos Vanguardia Revolucionaria Socialista y Frente Democrático. También nació el movimiento CONDOR (Compañías Organizadas Nacionales de Ofensivas Revolucionarias), que se transformaría en el Partido Político Acción Nacionalista Revolucionaria Ecuatoriana (ARNE), de inspiración de cruzada franquista. 
En 1943 Arroyo convocó a elecciones generales. El Partido Liberal candidateó a Miguel Ángel Albornoz, presidente del Congreso, y ADE a Velasco Ibarra. Rondaba de nuevo el fantasma del fraude. La situación económica se volvía crítica para quienes vivían de entradas fijas. Favorecidas por la demanda de la guerra mundial, las exportaciones pasaron de 10 a 23 millones de dólares entre 1942 y 1943, mientras los precios del consumo interno se habían duplicado entre 1940 y 1944 y los salarios habían permanecido prácticamente estancados. "Pero hay que reconocer", anota Alfredo Pareja Diezcanseco, "que, aparte de sus errores políticos, el presidente fue eficaz en el manejo de los problemas económicos. Por lo menos, acogió las sugestiones del Banco Central y tomó medidas adecuadas cuando ... se acumularon cuantiosas reservas de dólares que obraban sobre la expansión inflacionario de la moneda". Arroyo del Río impulsó la producción, creó el Banco Nacional de Fomento en 1943, empujó la vialidad entre Cuenca y Loja y Baños y El Puyo, fundó la Universidad de Loja y el colegio Juan Pío Montúfar en Quito, proveyó de fondos a la inconclusa catedral nueva de Cuenca y fundó en noviembre de 1943 el Instituto Cultural Ecuatoriano, que empezó a publicar la "Colección de Clásicos Ecuatorianos". Pero la cultura popular era en esos días de agitación revolucionaria. Proliferaban las manifestaciones antigubernamentales malamente reprimidas por el cuerpo de Carabineros. 
Impedido por Arroyo del Río de ingresar al Ecuador para la campaña, Velasco Ibarra se trasladó de Chile a Pasto, Colombia, donde lo visitaban delegaciones de todo el Ecuador. La movilización era general. Había entusiasmo entre los estudiantes y los obreros. Faltaban pocos días para las elecciones, que se temían fraudulentas, cuando estalló la sublevación del pueblo en Guayaquil el 28 de mayo de 1944. 
Durante su Gobierno, se produjo la guerra con el Perú de 1941 y la firma del Protocolo de Río de Janeiro. Luego de esta pérdida militar y diplomática y, en el intento de salvar tanto los intereses de la burguesía agroindustrial de la costa como su propio mandato, reforzó sus poderes sobre la Constitución y fortaleció el poder armamentístico de la Policía Nacional, conocida entonces como los Carabineros, llegando a establecer un Estado policial para enfrentar el descontento de gran parte de la población. Dicho descontento luego fue rechazado en una gran rebelión popular que incluyó a varios sectores, incluso enfrentados entre sí en la que se conoce como la Revolución del 28 de mayo de 1944 o La Gloriosa que terminó acabando con su mandato.